# Think Well of Me
Think Well of Me ist ein Jazz-Album des Posaunisten und Sängers Jack Teagarden, das vom 17. bis 19. Januar 1962 in Englewood Cliffs, New Jersey im Studio von Rudy Van Gelder aufgenommen wurde und im selben Jahr bei Verve Records erschien.

## Hintergrund
In den Jahren, nachdem Jack Teagarden Louis Armstrong's All-Stars verlassen hatte, bis zu seinem Tod im Januar 1964 arbeitete der Posaunist und Sänger mit einem Dixieland-orientierten Sextett. Die meisten Aufnahmen, die in dieser Zeit entstanden sind, waren Versionen von Jazzstandards und Swing-Songs wie „St. James Infirmary“ oder „After You’ve Gone“, die mit Teagardens Musik seit den 1930er-Jahren in Verbindung standen. Davon abweichend, nahm Teagarden zwei Jahre vor seinem Tod eine Reihe von Liedern des Songwriters Willard Robison wie „Old Folks“, „A Cottage for Sale“ und „Guess I’ll Go Back Home This Summer“ auf, außerdem einen weiteren Song, „Where Are You“ von Jimmy McHugh und Harold Adamson, der von Claus Ogerman arrangiert wurde. Teagarden hatte zu Beginn seiner Karriere mit Robisons Band 1924 in Kansas City gespielt und mit ihm erste Plattenaufnahmen gemacht, bevor er 1928 nach New York kam.
Verve-Produzent Creed Taylor hatte Teagarden bereits für das erste Verve-Album Mis'ry and the Blues zwei Songs von Robison aufnehmen lassen, „Don't Tell a Man About His Woman“ und „Peaceful Valley“ (die frühere Erkennungsmelodie von Paul Whiteman). Die Orchesterleitung und Streicher-Arrangements stammen meistenteils von Russ Case (1912–1964) und Bob Brookmeyer, was dessen erste aufgenommene Streicher-Arrangements waren. Zu den Begleitmusikern von Teagarden gehören der Trompeter Don Goldie, der Pianist Bernie Leighton, der Gitarrist Barry Galbraith und der Bassist Art Davis.
Die LP mit den Robison-Songs war das vorletzte Album, mit dem Teagarden seinen Kontrakt mit dem Label Verve Records erfüllte.

## Titelliste
- Jack Teagarden Acc. By Russ Case/Bob Brookmeyer's Orchestra: Think Well of Me (Verve Records – V-8465)[3]

1. Where Are You (Jimmy McHugh) – 2:50
2. Cottage for Sale – 3:34
3. Guess I'll Go Back Home This Summer – 3:39
4. I'm a Fool About My Mama – 3:30
5. Don't Smoke in Bed – 3:18
6. In a Little Waterfront Cafe – 3:55
7. Think Well of Me – 2:40
8. Old Folks – 2:45
9. Country Boy Blues – 4:06
10. Tain't So Honey, Tain't So – 2:40
11. Round the Old Deserted Farm – 2:55

- Alle anderen Kompositionen stammen von Willard Robison. Die ebenfalls bei den Sessions aufgenommenen Titel Moonlight Mississippi  und Don't Take Your Meanness Out On Me wurden nicht veröffentlicht.

## Rezeption

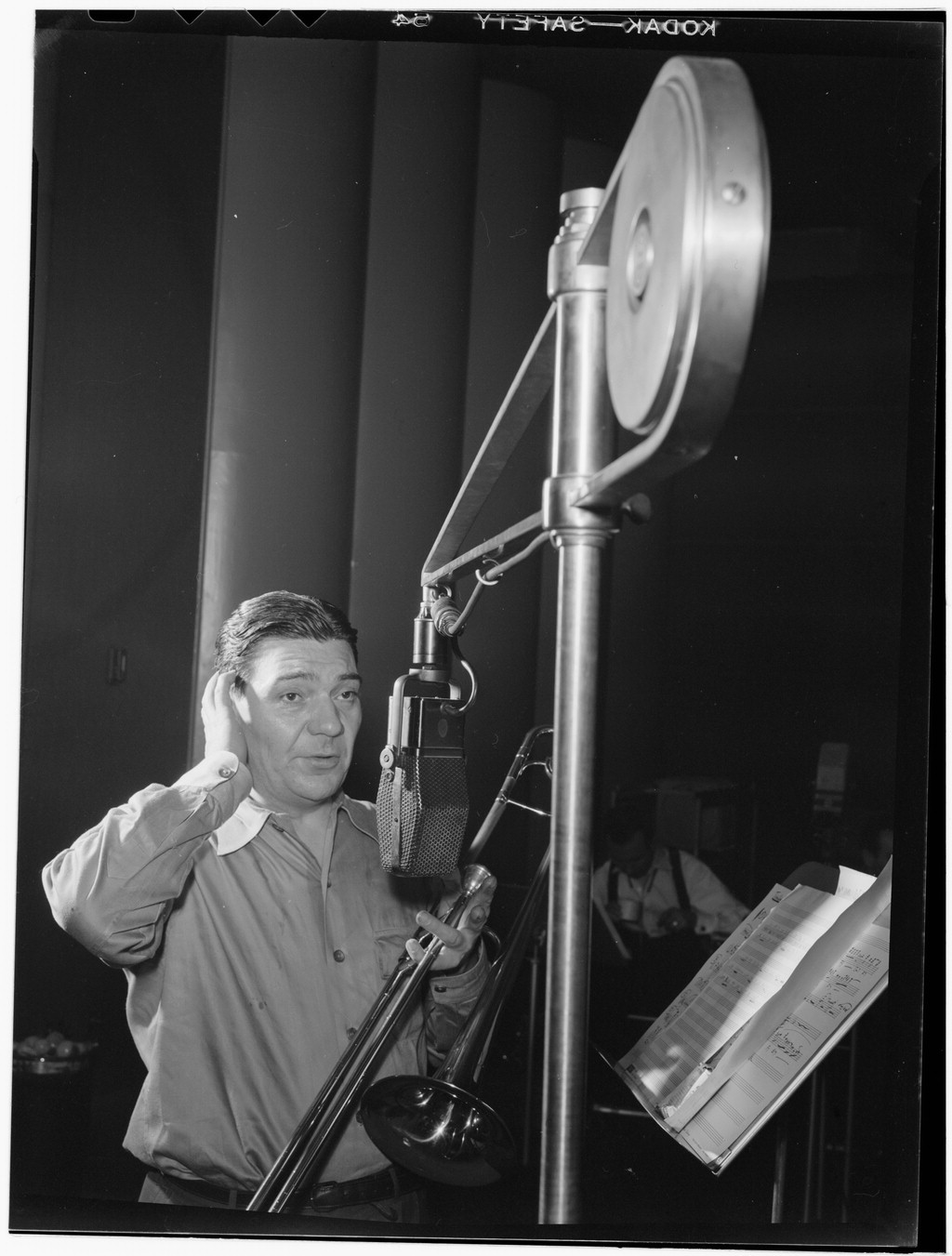
Jack Teagarden im Aufnahmestudio von Victor Records, um 1947. Fotografie von William P. Gottlieb.

Doug Ramsey schrieb anlässlich der Neuausgabe des Albums 1999 in JazzTimes, dies sei „ein Teagarden-Album wie kein anderes in seiner 40 Jahre umfassenden Diskographie.“ Es reflektiere vieles von dem, was bedeutend für den Menschen und Musiker Teagarden sei; die „frappierende Präzision und schläfrige Leidenschaft seines Posaunenspiels, die Intimität seines Gesangs, sein Gefühl für Blues und die Qualität [seiner Musik], die auch nicht unter seiner Mattigkeit der letzten Jahre litt.“ Die Songs von Willard Robison seien mit ihrer nostalgischen Befrachtung und bodenständigen Weisheit die idealen Vehikel für Teagardens wärmende Stimme und Posaune. Die Arrangements von Russ Case und Bob Brookmeyer gäben den Titeln das richtige Maß an Emphase und Dämpfung. Es seien maßgebliche Versionen von „Old Folks“, „A Cottage for Sale“ und „Guess I’ll Go Back Home This Summer“; das Posaunenspiel sei unvergleichlich.
Teagardens bevorzugter Trompeter der letzten Jahre, Don Goldie, sorge für die Verbindung zwischen den Gesangs- und Posaunenpassagen einschließlich gelegentlicher Obligatos. Während diese Aufnahmen zu Goldies wohlproportioniertesten gehörten, sei die überaktive Begleitung durch den Pianisten Bernie Leighton der einzige Schwachpunkt der Platte.
Scott Yanow verlieh dem Album in Allmusic viereinhalb Sterne und schränkt ein, dass die Streicher-Arrangements eigentlich nichts Entscheidendes beitrügen und überflüssig seien; Teagarden aber lege eine Menge von zurückhaltenden Feeling an den Tag in so vergessenen Stücken wie „Guess I'll Go Back Home This Summer“, „Think Well of Me“  und „'Round My Old Deserted Farm“. Seine kurzen Soli seien oft wirklich vorzüglich und meist berührend; damit sei diese Session eine der stärksten seiner letzten Jahre.
Für den Kritiker Dan Morgenstern (2009) passen die Robison-Songs vorzüglich zu Teagardens relaxtem Gesangsstil; Think Well of Me sei seiner Meinung nach in seinem elegischen Charakter eine Art Schwanengesang Teagardens. Die Streicherarrangements solle man in ihrer Jazzbezogenheit keinesfalls als „kommerziell“ verdammen, allerdings wären sie nicht differenziert genug, um den Abläufen ausreichend „musikalisches Fleisch“ hinzuzufügen. Gelegentlich umhüllen der Streichertexturen den Teagarden-Sound, instrumental und vokal; und „dieser scheint den Grad der Aufmerksamkeit zu genießen, die ihm erwiesen wird.“
Will Friedwald bezeichnete Think Well of Me als „ein Meisterwerk“; Loren Schoenberg (2002) zählte das Album zu den Höhepunkten seiner späten Jahre, „a reflective and challenging set of Willard Robison's music“.